# Coppa delle Coppe 1966-1967
La Coppa delle Coppe 1966-1967 è stata la 7ª edizione della competizione calcistica europea Coppa delle Coppe UEFA. Venne vinta dal Bayern Monaco nella finale contro il Rangers Glasgow.

## Turno preliminare
| Squadra 1 | Totale | Squadra 2      | Andata | Ritorno |
| --------- | ------ | -------------- | ------ | ------- |
| Valur     | 2 - 9  | Standard Liegi | 1 - 1  | 1 - 8   |

## Sedicesimi di finale
| Squadra 1          | Totale | Squadra 2         | Andata | Ritorno |
| ------------------ | ------ | ----------------- | ------ | ------- |
| OFK Belgrado       | 1 - 6  | Spartak Mosca     | 1 - 3  | 0 - 3   |
| Rapid Vienna       | 9 - 3  | Galatasaray       | 4 - 0  | 5 - 3   |
| Shamrock Rovers    | 8 - 2  | Spora Lussemburgo | 4 - 1  | 4 - 1   |
| Tatran Prešov      | 3 - 4  | Bayern Monaco     | 1 - 1  | 2 - 3   |
| Fiorentina         | 3 - 4  | Vasas ETO Győri   | 1 - 0  | 2 - 4   |
| AEK Atene          | 2 - 4  | Braga             | 0 - 1  | 2 - 3   |
| BSG Chemie Leipzig | 5 - 2  | Legia Varsavia    | 3 - 0  | 2 - 2   |
| Standard Liegi     | 6 - 1  | Apollōn Limassol  | 5 - 1  | 1 - 0   |
| Servette           | 3 - 2  | AIFK Turku        | 1 - 1  | 2 - 1   |
| Floriana           | 1 - 7  | Sparta Rotterdam  | 1 - 1  | 0 - 6   |
| Strasburgo         | 2 - 1  | Steaua Bucureşti  | 1 - 0  | 1 - 1   |
| Swansea Town       | 1 - 5  | Slavia Sofia      | 1 - 1  | 0 - 4   |
| Glentoran          | 1 - 5  | Rangers Glasgow   | 1 - 1  | 0 - 4   |
| Borussia Dortmund  | bye    |                   | -      | -       |
| Skeid Fotball      | 4 - 5  | Real Zaragoza     | 3 - 2  | 1 - 3   |
| Aalborg            | 1 - 2  | Everton           | 0 - 0  | 1 - 2   |

## Ottavi di finale
| Squadra 1          | Totale | Squadra 2         | Andata | Ritorno |
| ------------------ | ------ | ----------------- | ------ | ------- |
| Spartak Mosca      | 1 - 2  | Rapid Vienna      | 1 - 1  | 0 - 1   |
| Shamrock Rovers    | 3 - 4  | Bayern Monaco     | 1 - 1  | 2 - 3   |
| Györi ETO FC       | 3 - 2  | Braga             | 3 - 0  | 0 - 2   |
| BSG Chemie Leipzig | 2 - 2  | Standard Liegi    | 2 - 1  | 0 - 1   |
| Servette           | 2 - 1  | Sparta Rotterdam  | 2 - 0  | 0 - 1   |
| Strasburgo         | 1 - 2  | Slavia Sofia      | 1 - 0  | 0 - 2   |
| Rangers Glasgow    | 2 - 1  | Borussia Dortmund | 2 - 1  | 0 - 0   |
| Real Zaragoza      | 2 - 1  | Everton           | 2 - 0  | 0 - 1   |

## Quarti di finale
| Squadra 1       | Totale | Squadra 2      | Andata | Ritorno     |
| --------------- | ------ | -------------- | ------ | ----------- |
| Rapid Vienna    | 1 - 2  | Bayern Monaco  | 1 - 0  | 0 - 2 (dts) |
| Györi ETO FC    | 2 - 3  | Standard Liegi | 2 - 1  | 0 - 2       |
| Servette        | 1 - 3  | Slavia Sofia   | 1 - 0  | 0 - 3       |
| Rangers Glasgow | 2 - 2  | Real Zaragoza  | 2 - 0  | 0 - 2       |

## Semifinali
| Squadra 1     | Totale | Squadra 2       | Andata | Ritorno |
| ------------- | ------ | --------------- | ------ | ------- |
| Bayern Monaco | 5 - 1  | Standard Liegi  | 2 - 0  | 3 - 1   |
| Slavia Sofia  | 0 - 2  | Rangers Glasgow | 0 - 1  | 0 - 1   |

## Finale
| Squadra 1     | Risultato   | Squadra 2       |
| ------------- | ----------- | --------------- |
| Bayern Monaco | 1 - 0 (dts) | Rangers Glasgow |

## Classifica marcatori
| Gol |  |  | Giocatore        | Squadra         |
| --- |  |  | ---------------- | --------------- |
| 8   |  |  | Gerd Müller      | Bayern Monaco   |
| 5   |  |  | Luben Tasev      | Slavia Sofia    |
| 4   |  |  | Roger Claessen   | Standard Liegi  |
|     |  |  | Walter Seitl     | Rapid Vienna    |
|     |  |  | Jørn Bjerregaard | Rapid Vienna    |
|     |  |  | Billy Dixon      | Shamrock Rovers |
|     |  |  | Bernd Bauchspieß | Chemie Lipsia   |

La classifica non tiene conto delle reti segnate nel turno preliminare, altrimenti il capocannoniere sarebbe Roger Claessen dello Standard Liegi con 10 reti.